# Carl Johan Ruth
Carl Johan Ruth, född 21 juli 1818 i Gäddvik i Nederluleå socken, död 8 november 1852, var en svensk handelsman som bosatte sig i Kautokeino i Norge. Han blev tillsammans med länsmannen Lars Johan Bucht ihjälslagen under upproret i Kautokeino. 
Ruth var son till bonden Jöns Hansson och dennes hustru Maria Greta Jakobsdotter.
Under 1840-talet arbetade han som handelsbetjänt, 1844 fick han tillåtelse att öppna ett gästgiveri och lanthandel i Kautokeino, vilket var något nytt i byn. Hans brännvinsförsäljning var en av orsakerna till upproret, och han dödades när samer överföll handelsboden. Han begravdes i Kåfjords kyrka.
1847 gifte han sig med Hansine Holmboe (född 1824), sondotter till fogden Jens Holmboe. Tillsammans hade de två barn. Hansine var gravid under upproret, och deras tredje barn föddes sommaren 1853. 
I filmen Kautokeinoupproret porträtteras Carl Johan Ruth av Mikael Persbrandt.